# わたしだけのアイリス (小説)
『わたしだけのアイリス』は、源孝志の小説。2018年6月に河出書房新社より単行本が刊行され、2024年11月に河出文庫として文庫化された。
トップフォトグラファーとして活躍する女性・立花海咲が色覚障害を伴う難病を告知され、失意のうちに故郷・天草に戻り、懐かしい親友や恩師、確執を抱えた母たちとの再会、そして父の海難事故の真相を知る中で、心に少しずつ変化が訪れる姿が描かれる。
タイトルの「アイリス」は、虹彩の英語名「Iris（アイリス）」を意味し、角膜と水晶体の間にある薄い膜でカメラにおける絞りの役割をする。
NHK BSプレミアム4K・NHK BSの「プレミアムドラマ」枠にてテレビドラマ化され、2025年1月5日から3月2日まで放送された。

## あらすじ
ファッションフォト業界のトップフォトグラファー・立花海咲は、ミラノやパリの世界的ファッションブランドからも信頼を得て、大舞台で活躍しようとしている。
だが、その矢先に、大学病院で受けた眼の精密検査で錐体ジストロフィーと朝倉医師から告げられ、色覚異常の一種で有効な治療法はないと言われる。「色彩のディーバ」と言われる海咲にとっては致命傷になりかねない。
そのことを「コンテンポラリー」の編集長・巻上伸哉に話すと、パリの大手メゾンとの契約を解除されてしまう。1か月が過ぎた頃、海咲の眼に変化はなかったが、「コンテンポラリー」誌からも半額の違約金を支払う条件で契約解除の文書が届く。それからしばらくしたある日、横断歩道の歩行者用信号の緑が灰色の混ざった濁った色に見え始めてしまう。
そんな時、天草にいる妹・辻村七瀬から16年ぶりに近況報告と結婚式の案内の手紙がコンテンポラリー編集部経由で届く。18歳の時に捨てた故郷に今さら帰れるわけがないと海咲は思ったが、その時、テレビで報道された熊本地震で故郷の惨状を見て、渋滞と交通途絶の中、3日かけて天草に到着した。そして、岸壁で釣りをしていた父の友人の茂雄おじさんに声をかけられ、誘われるままに家に行き、茂雄の息子で高校時代の親友の晶太郎、優しい百合おばさんとも再会する。
母校でまだ美術教師をしているという加藤美徳先生も訪ねてみた。先生は昔と何も変わらずに親身に接してくれて、高校3年の頃の海咲と家族の事情、孤独と頑張りを労われて、思わず泣いてしまう。
海咲が中学3年の夏、父・勝男の漁船が大型貨物船と衝突し、父は行方不明のまま遺体も見つかっていない。父の海難事故で母・しのぶには、2千万円近い相手方への賠償額が残り、肩代わりを申し出てくれた辻村多一郎と海咲が高校3年の時に再婚している。当時の海咲は、母の苦労や家族の苦境を理解しながらも、大好きだった父に対する裏切りが許せず、以来確執が生じており、辻村に対しても、お金で母の人生を買おうとすると思って憎んでいた。
だが、今回の帰省で父の海難事故の真相と、辻村が大型貨物船の航海長で事故に対して責任を感じて、海運代行会社を退職しており、肩代わりした賠償金はその退職金だったことが分かる。なによりも、母と結婚したのは償いや憐れみではなく、好きになったからということも辻村から聞くことができ、海咲の頑なだった心が少しずつ氷解していく。

## 登場人物

### 主要人物
立花海咲（たちばな みさき）
34歳。ファッション業界の最前線で活躍するトップフォトグラファー。「色彩のディーバ」と呼ばれる。天草出身。
実父・勝男は海咲が中学3年の時に海難事故で亡くなっており、辻村と再婚した母に反発して、高校卒業時に故郷を飛び出している。
進行性の錐体ジストロフィーと医師から告げられ、有効な治療法はないと言われている。
松浦晶太郎（まつうら しょうたろう）
天草の漁師。海咲の幼馴染みで唯一の親友。幼稚園からずっと一緒で、高校では美術部で肩を並べていた。
学年一の秀才で、画家志望だった。今でも近くの網置小屋をアトリエにして絵を描いている。
巻上伸哉（まきがみ しんや）
海咲が専属契約をしている、人気ファッション誌「コンテンポラリー」の編集長。海咲の「庇護者」で恋人関係。
海咲から眼の病気のことを聞いて、海咲に欠陥があるなどと言い、まだ発症していないうちからパリの大手メゾンとの契約などを解除した。
朝倉智之（あさくら ともゆき）
大学病院の眼科医。海咲の虹彩がヘーゼルナッツ色のグラデーションを持つ珍しい色だと言う。
丸一日かけた精密検査の結果、海咲の症状は進行性の錐体ジストロフィーという難病で有効な治療法はないと告げる。
藤島（ふじしま）
海咲の専属アシスタント。
佐野麻衣子（さの まいこ）
「コンテンポラリー」の編集部員。皆から「サノマイ」と呼ばれる。海咲が雨の中を去る時に、1人だけ追いかけて来て、泣きながら自らの傘を差し出してくれた。
塩沢美也子（しおざわ みやこ）
46歳。「コンテンポラリー」の副編集長。海咲と編集長との関係に悪感情を持っており、ことあるごとに口にする。
木嶋作太郎（きじま さくたろう）
海咲のかつての師匠で超一流の写真家。海咲のことを「海ちゃん」と呼ぶ。神田の写真館の倅で小気味よく喋る江戸っ子。
卒業制作展で海咲の作品に目を留めてくれ、21歳の時に弟子入りし、3年間師事したが、ファッションフォトがやりたくて独立を願い出ている。
辻村多一郎（つじむら たいちろう）
天草の定期航路船舶の船長。海咲の母の再婚相手。海咲は賠償残額を肩代わりする代わりに母たちの人生を買おうとすると思って憎んでいた。
父の海難事故の時に相手方の貨物船の航海長で衝突の瞬間、舵を握っていたことが後から判明する。

### 海咲の家族・関係者（天草）
辻村七瀬（つじむら ななせ）
29歳。海咲の妹。天草に住んでおり、本渡の小学校で養護学級の教師をしている。小学生の頃は泣き虫で、いつも海咲の後をくっついて歩いていた。
海咲は結婚式には出席しなかったが、自分の妹ながら綺麗な子だと感じながら、七瀬のヘアメイクなどもこなして、ウエディング姿の写真を撮っている。
辻村しのぶ（つじむら しのぶ）
海咲の母。際限がないほど優しくて心配性。夫・勝男の海難事故での2千万円近い賠償残額を肩代わりしてくれた辻村と再婚している。
福原清太郎（ふくはら せいたろう）
七瀬の結婚相手。熊本の看護福祉大学で七瀬と同級生だった。天草市役所福祉課勤務。海咲の感想は「第一印象以上に純良な青年」で、七瀬は人を見る目があると感心している。
立花勝男（たちばな かつお）
海咲の父。明るい海のように快活で、無私で優しかった。漁船が大型貨物船と衝突して沈没、行方不明となり遺体も発見されていない。
加藤美徳（かとう よしのり）
海咲の高校時代の美術の教師。美術部の顧問で美徳（びとく）先生と呼ばれていた。海咲のことを当時から親身に気遣ってくれている。
教師になる前に5年間、イタリアのフィレンツェにある美術学校で学んでおり、妻・フランチェスカはその時の同級生で恋人。
加藤フランチェスカ（かとう フランチェスカ）
美徳の妻。天草に来て30年ほどになる。海咲とも親しく、高校時代の海咲にトスカーナ料理を振る舞ってくれている。
竹崎淳弥（たけざき じゅんや）
海咲の高校時代の恋人。一学年上。バスケットボール部主将で、進学校だった天草西高を県大会準優勝に導いている。
大阪の実業団で試合中に大きな故障をして地元に帰り、現在はNPO法人「天草クリーン・コースト」を運営している。
グザビエ神父
海咲に洗礼を授けた。海咲の洗礼名はアグネス。長く大江や崎津の教会で司祭を務めた。
現在はフランスに帰り、故郷のブールジュにあるサン＝テチエンヌ大聖堂で司教をしている。

### 海咲の関係者（東京・イタリア）
マリオ・レモリーノ
ミラノに本拠地のある世界的な高級ファッションブランドのチーフデザイナー。海咲に絶大な信頼を寄せている。
秋冬コレクションのコンセプトを大々的に世界に拡散するためのビッグプロジェクトのキービジュアルの撮影を海咲に依頼する。
香坂美里（こうさか みさと）
33歳。優秀なスタイリストで「コンテンポラリー」の専属ワードローブも担当している。
江原大作（えはら だいさく）
アートディレクター。プライドが高くて経験と実績を振りかざす。
小村（こむら）
木嶋作太郎門下で最年長の弟子。海咲のかつての兄弟子。人間性が劣悪で、海咲とは昔からウマが合わない。
菅沼（すがぬま）
眼科医。海咲の検査を行った上で、恩師の朝倉教授に紹介状を書いてくれる。

### 晶太郎の家族・関係者
松浦茂雄（まつうら しげお）
晶太郎の父。漁師で海咲の父の親友だった。19年前の海難事故の時、海咲の父を助けようとして左腕を失っている。
松浦百合（まつうら ゆり）
晶太郎の母。海咲の母と仲良し。小柄で少し病弱だが、優しい。海咲のことを自分の娘のように思っている。
松浦詠輔（まつうら えいすけ）
4歳年下の弟。外科医。熊本大学を卒業して、大学病院でインターンをしている。
黒沢（くろさわ）
福岡の画廊の娘。数ヶ月に1度、気に入った絵を買い上げるために訪れる。

## 書誌情報
- 源孝志『わたしだけのアイリス』
  - 2018年6月27日発売[1]、河出書房新社〈単行本〉、ISBN 978-4-309-02697-8
  - 2024年11月22日発売[2]、河出文庫、ISBN 978-4-309-42144-5

## テレビドラマ
『TRUE COLORS』（トゥルーカラーズ）のタイトルでNHK BSプレミアム4K・NHK BSの「プレミアムドラマ」枠にて2025年1月5日から3月2日まで放送された。主演は倉科カナ。脚本と演出は源孝志が自ら担当している。

### キャスト

#### 主要人物（テレビドラマ）
立花海咲（たちばな みさき）
演 - 倉科カナ（小学生時代：山本ほのか、中高生時代：上坂樹里）
ファッション業界の最前線で活躍するトップフォトグラファー。天草出身。眼の難病を告知されてしまう。
松浦晶太郎（まつうら しょうたろう）
演 - 毎熊克哉（高校時代：杉田雷麟）
海咲の幼馴染みで、高校時代は同じ美術部。夢を諦めて天草で漁師をしている。
巻上伸哉（まきがみ しんや）
演 - 滝藤賢一
海咲が専属契約を結んでいる人気ファッション誌「Le Salon」の編集長。海咲の恋人にして、パトロン的存在。
朝倉智之（あさくら ともゆき）
演 - 要潤
慈明医科大学附属病院の眼科医で、海咲の主治医。
藤島一平（ふじしま いっぺい）
演 - 森永悠希
海咲の専属撮影助手。
佐野麻衣子（さの まいこ）
演 - 森田想
「Le Salon」のクールで向上心の強い編集部員。海咲や塩沢からは「サノマイ」と呼ばれる。
塩沢美也子（しおざわ みやこ）
演 - 伊勢佳世
「Le Salon」の副編集長。海咲の実力は認めているが、編集長との関係を良くは思っていない。
紀田ジュンコ（きだ ジュンコ）
演 - 名取裕子
実力派メイクアップアーティスト。海咲の才能にほれ込み、公私共に彼女を支える。
木嶋作太郎（きじま さくたろう）
演 - 石橋蓮司
伝説の有名写真家。海咲がかつて師事しており、今も海咲を愛情深く見守るカメラの師匠。
辻村多一郎（つじむら たいちろう）
演 - 渡辺謙
海咲の継父。天草の定期航路船舶の船長。海咲とは確執のため、絶縁状態となっている。

#### 海咲の家族・関係者
立花勝男（たちばな かつお）
演 - 北村一輝
約20年前に海難事故で亡くなった海咲の実父。
辻村しのぶ（つじむら しのぶ）
演 - 賀来千香子
海咲の母親。
辻村七瀬（つじむら ななせ）
演 - 穂志もえか（幼少期：浅沼心）
海咲の妹。
竹崎淳弥（たけざき じゅんや）
演 - 玉置玲央
海咲と晶太郎の高校の先輩。地元で不知火酒造を経営し、NPO法人「Message In a Bottle」を運営。
加藤美徳（かとう よしのり）
演 - 加藤雅也
海咲の高校時代の恩師である美術教師。
加藤フランチェスカ（かとう フランチェスカ）
演 - シルビア・グラブ
美徳の妻。

#### 晶太郎の家族・関係者（テレビドラマ）
松浦百合（まつうら ゆり）
演 - 宮崎美子
晶太郎の母親。
松浦茂雄（まつうら しげお）
演 - 中原丈雄
晶太郎の父親。
黒沢涼子
演 - 伊藤歩
晶太郎を支援する福岡の画商。

#### その他（テレビドラマ）
谷川周作
演 - 髙嶋政宏
長崎地方海難審判理事所の理事官。勝男と辻村多一郎の海難事故の際、双方の聴取をしている。

#### ゲスト

##### 第1話
江原大作（えばら だいさく）
演 - 池田成志
アートディレクター。
菅沼医師
演 - 細田善彦
海咲のかかりつけの眼科医。先輩の朝倉医師を紹介してくれる。
マルコ・アンドレッティ
演 - Pietro Cristo（第2話）
世界的ブランドのチーフデザイナー。
アドリアーナ
演 - Asija（第2話・第3話）
キービジュアル撮影のモデル。

##### 第2話
結花
演 - 石川瑠華
「高原珈琲」の店員。雨に濡れて訪れた海咲にローズピンクのハンカチを差し出してくれた。
後日、再度訪れた海咲に写真学校の後輩だと告げて昔の写真集にサインを頼んでいる。
マスター
演 - 岩田知幸
「高原珈琲」のマスター。

##### 第3話
小村
演 - 浜田信也
木嶋作太郎門下で、海咲のかつての兄弟子。ポートレート展に来た海咲に嫌みを言う。
受付の女性
演 - 火ノ口紗彩
木嶋作太郎ポートレート展の受付の女性。
漁師
演 - 田尻康博
天草の漁師。晶太郎に「今日の天気はどぎゃんね?」と話しかける。
航海士
演 - 北川裕介（第4話、第7話 - 最終話）
辻村多一郎と連絡船に乗る航海士。

##### 第4話
運転手
演 - 西田優史
18年前に海咲が故郷を去る時に乗ったバスの運転手。七瀬が必死に走って追いかけて来るのを見てバスを停めようとする。

##### 第6話
生見（いくみ）
演 - 財津優太郎（第7話・第8話）
本職はビールの醸造家。淳弥のNPO法人を手伝っている青年。
福原清慈（ふくはら せいじ）
演 - 田川隼嗣（最終話）
七瀬の結婚相手の男性。天草市役所福祉課勤務。
マネージャー
演 - 藤本絵美
七瀬が結婚式をする式場のマネージャー。
スタイリスト
演 - 明石純美玲
結婚式場のスタイリスト。

##### 第7話
オブライエン
演 -  Gaz
立花勝男の海難事故の相手方である貨物船ベルハラプ号の船長。
機関長
演 - 中野剛
ベルハラプ号の機関長。

##### 第8話
店員
演 - 島ゆいか
焙煎豆の店「ウニコ・ロースタリー」の店員の女性。

##### 最終話
チェッキーニ
演 - Mauro Negri
フランチェスカの兄。フィレンツェ郊外のパッシニャーノでワイン醸造所を経営している。
パーサー
演 - 岡住春実
辻村多一郎の連絡船に乗るパーサー。

### スタッフ
- 原作・脚本・演出 - 源孝志『わたしだけのアイリス』（河出書房新社刊）
- 音楽 - 阿部海太郎[4]
- 主題歌 - シンディ・ローパー「True Colors」[4]
- 制作統括 - 八巻薫（オッティモ）、樋口俊一（NHK）[27]
- プロデューサー - 井口喜一、田中誠一、伊藤正昭（ジャンゴフィルム）[27]
- 医療監修 - 山本修一[28]
- 海難審判監修 - 竹谷光成[28]
- 気象報道監修 - 中山武[28]
- 撮影 - 足立真仁[28]
- 照明 - 根本伸一[28]
- 録音 - 甲斐次雄[28]
- 技術 - 近藤将司[28]
- 美術 - 津留啓亮[28]
- 装飾 - 松岡秀共[28]
- 編集 - 小泉圭司[28]
- VFX - 佐々木宏[28]
- 助監督 - 後藤克樹、吉村まひな、西片友樹、立石裕希[28]
- 衣裳 - 高橋さやか[28]
- ヘアメイク - 原田真以子、小山徳美、鈴木將夫 (名取裕子担当)[28]
- 絵画制作 - 清水柚紀[28]
- 画面制作 - 横小路祥仁[28]
- キービジュアルデザイン - 菱川勢一[28]
- キービジュアルプロデューサー - 飯野圭子[28]
- 撮影協力 - 天草市、上天草市、天草フィルム・コミッション、かみあまくさ↗︎フィルムコミッション[28]
- 取材協力 - 千葉大学医学部附属病院、田中優未、東純輝[28]
- インティマシーコーディネーター - 浅田智穂[28]
- フードコーディネーター - はらゆうこ、渡辺夏子[28]
- 制作協力 - ジャンゴフィルム[28]
- 制作・著作 - NHK、オッテイモ[28]

### 放送日程
| 放送回 | 放送日  | サブタイトル       |
| ------ | ------- | ------------------ |
| 第1話  | 1月05日 | 色彩のディーバ     |
| 第2話  | 1月12日 | 堕（お）ちた女神   |
| 第3話  | 1月19日 | 捨てた島           |
| 第4話  | 1月26日 | 帰郷のゆくえ       |
| 第5話  | 2月02日 | いま立っている場所 |
| 第6話  | 2月09日 | 流れ着いた記憶     |
| 第7話  | 2月16日 | 嵐の夜にあったこと |
| 第8話  | 2月23日 | それぞれの虹       |
| 最終話 | 3月02日 | ほんとうの色       |

| NHK BSプレミアム4K・NHK BS プレミアムドラマ     | NHK BSプレミアム4K・NHK BS プレミアムドラマ | NHK BSプレミアム4K・NHK BS プレミアムドラマ   |
| 前番組                                          | 番組名                                      | 次番組                                        |
| ----------------------------------------------- | ------------------------------------------- | --------------------------------------------- |
| 一橋桐子の犯罪日記 （2024年11月10日 - 12月8日） | TRUE COLORS （2025年1月5日 - 3月2日）       | 平成細雪 （2025年3月9日 - 3月28日〈再放送〉） |